# Reprezentacja Chin w rugby 7 kobiet
Reprezentacja Chin w rugby 7 kobiet – zespół rugby 7, biorący udział w imieniu Chin w meczach i sportowych imprezach międzynarodowych, powoływany przez selekcjonera, w którym mogą występować wyłącznie zawodnicy posiadający obywatelstwo tego kraju, mieszkający w nim, bądź kwalifikujący się ze względu na pochodzenie rodziców lub dziadków. Za jego funkcjonowanie odpowiedzialny jest Chiński Związek Rugby, członek Asia Rugby oraz World Rugby.
Drużyna w sezonie 2011/2012 uczestniczyła we wszystkich trzech turniejach IRB Women’s Sevens Challenge Cup. W sezonie 2012/2013 została zaproszona do udziału w trzech turniejach IRB Women’s Sevens World Series, będąc gospodarzem jednego z nich.

## Turnieje

### Udział wigrzyskach olimpijskich
| Rok  | Wynik | Źródło |
| ---- | ----- | ------ |
| 2016 | –     |        |
| 2020 | 7.    |        |

### Udział wPucharze Świata
| Rok  | Wynik                  | Źródło |
| ---- | ---------------------- | ------ |
| 2009 | 9 (Bowl)               |        |
| 2013 | 11–12 (półfinały Bowl) |        |
| 2018 | 12.                    |        |
| 2022 | 13.                    |        |

### Udział wWorld Rugby Women’s Sevens Series
| Rok       | Wynik | Źródło |
| --------- | ----- | ------ |
| 2012/2013 | 13.   |        |
| 2013/2014 | 14.   |        |
| 2014/2015 | 11.   |        |
| 2015/2016 | –     |        |
| 2016/2017 | –     |        |
| 2017/2018 | 12.   |        |
| 2018/2019 | 10.   |        |
| 2019/2020 | 13.   |        |
| 2021/2022 | –     |        |
| 2022/2023 | 14.   |        |

### Udział wigrzyskach azjatyckich
| Rok  | Wynik | Źródło |
| ---- | ----- | ------ |
| 2010 | 2.    |        |
| 2014 | 1.    |        |
| 2018 | 2.    |        |
| 2022 | 1.    |        |

### Udział wigrzyskach Azji Wschodniej
| Rok  | Wynik | Źródło |
| ---- | ----- | ------ |
| 2009 | 1.    |        |